# Скокова, Юлия Игоревна
Юлия Игоревна Скокова (род. 1 декабря 1982 года ) — российская спортсменка-конькобежец, бронзовый призёр зимних Олимпийских игр 2014 года, бронзовый призёр чемпионат мира, 2-кратная Чемпионка России на отдельных дистанциях и в многоборье. Заслуженный мастер спорта.

## Биография
Юлия Скокова встала на фигурные коньки в детсадовском возрасте и познавала азы катания на хоккейной коробке, расположенной рядом с её 
домом. В 8 лет она начала заниматься конькобежным спортом, когда во 2-м классе к ним в школу пришла тренер и начала набирать в секцию. Весь класс, в том числе и Юлия пошли на тренировку. Тренировалась в СДЮСШОР «Юность» под руководством тренера Светланы Владимировны Могучевой.
В 2000 году Юлия стала участвовать на чемпионате России среди юниоров, а через год выиграла на дистанции 500 м и дебютировала на юниорском чемпионате мира, где заняла 15-е место в сумме многоборья. В 2002 году выиграла национальный чемпионат среди юниоров в многоборье, вошла в состав сборной России и участвовала на чемпионате мира на отдельных дистанциях в Инцелле, где заняла 15-е место в забегах на 1000 и 1500 м. В марте на чемпионате России стала чемпионом на дистанции 1000 м. 
В 2004 году впервые участвовала на чемпионате Европы в Херенвене и заняла 16-е место в многоборье. В 2005 году на зимней Универсиаде в Инсбруке заняла лучшее 7-е место в забеге на 1500 м. На зимней Универсиаде в Турине 2007 года выиграла на дистанции 1000 метров и была 2-й в командной гонке. На чемпионате России в Коломне одержала победу на дистанции 1000 м.
На чемпионате Европы в многоборье 2012 года стала 3-й на дистанциях 500 и 1500 м, но по сумме многоборья стала 6-й. 12 февраля 2012 года на этапе Кубка мира в Хамаре выиграла командную гонку, совместно с Екатериной Лобышевой и Екатериной Шиховой. На чемпионате мира на отдельных дистанциях в Херенвене поднялась на 4-е место в командной гонке и на дистанции 1500 м заняла 8-е место.
В сезоне 2012/13 Скокова заняла 7-е место в забеге на 1500 м на чемпионате мира на отдельных дистанциях в Сочи. 16 ноября 2013 года на втором этапе Кубка мира установила рекорд России на дистанции 1500 м — 1:53,87 сек, а 30 ноября на этапе Кубка мира в Астане заняла 2-е место на дистанции 1500 м. На чемпионате России, прошедшего в декабре 2013 года она победила в многоборье и попала в олимпийскую сборную России на Олимпиаду в Сочи 2014 года.
На чемпионате Европы 2014 года в Хамаре стала второй на 1500 м и третьей на дистанции 500 м. По сумме очков заняла 5-е место в многоборье, а также заняла 8-е место на дистанции 3000 м, 16-е на 1000 м и 5-е на 1500 м. В феврале на Олимпийских играх в Сочи завоевала бронзовую медаль в командной гонке, а также заняла 8-е место на дистанции 3000 м, 16-е на 1000 м и 5-е на 1500 м. На чемпионате мира 2014 года стала 4-й в многоборье, заняв  2-е место на дистанции 500 м и 3-е на 1500 м. На 500 м и на 5000 м побила личные рекорды.
В 2015 году Юлия во второй раз одержала победу в многоборье на чемпионате страны, следом на чемпионате Европы в Челябинске заняла 8-е место в сумме многоборья, далее выиграла чемпионат России в забеге на 1500 м. На чемпионате мира в Херенвене она выиграла бронзовую медаль в командной гонке, а на чемпионате мира в Калгари стала 16-й в многоборье.
В апреле 2015 года тренер сборной Маурицио Маркетто покинул команду и разразился скандал, в котором конькобежцы были против его приемника Кости Полтавца. Скокова даже собиралась сменить гражданство. Следующие два сезона Юлия не показывала высоких результатов на международной арене, а на чемпионате России дважды была в призах в многоборье, В январе 2018 года МОК не допустил Скокову на Олимпиаду в Пхенчхан. В марте она участвовала на чемпионате мира в Амстердаме и заняла 15-е место в сумме многоборья. В том же году завершила карьеру спортсменки.

## Трудовая деятельность
После завершения карьеры в 2018 году поступила на работу в региональный ЦСП (центр спортивной подготовки) начальником отдела координации и методического обеспечения, но проработала недолго. В настоящее время работает вместе с супругом в компании "RAY", которая специализируется на производстве спортивной обуви и одежды, а также лыжных смазок. Кроме этого она работает тренером по шорт-треку с детьми 9-12 лет в городе Ревда Свердловской области. Является вице-президентом РОО «Федерация конькобежного спорта Свердловской области».

## Личная жизнь
Юлия Скокова в 2007 году окончила Уральский государственный педагогический университет по специальности «Педагог по физической культуре и спорту». Также получила степень магистра государственного управления в Российской академии народного хозяйства и государственной службы при Президенте Российской Федерации в Екатеринбурге.  Любит активный отдых, классическую музыку, иногда рисует. Её семья состоит из мамы Марины Ивановны, которая работает кондитером, 2-х сестёр Екатерины и Елены и брата Андрея.

## Спортивные достижения
Лучший результат на этапах Кубка мира — второе место на дистанции 1500 м в сезоне 2013/2014 года.
| Год       | Чемпионат Европы     | Чемпионат мира (многоборье) | Чемпионат мира (отдельные дистанции) | Кубок мира                                      | Чемпионат мира юниоры | Олимпийские игры                                     |
| --------- | -------------------- | --------------------------- | ------------------------------------ | ----------------------------------------------- | --------------------- | ---------------------------------------------------- |
| 2001      |                      |                             |                                      |                                                 | 15e (23, 15, 16, 15)  |                                                      |
| 2002      |                      |                             |                                      |                                                 | 14e (10, 12, 17, 12)  |                                                      |
| 2003      | 13e (13, 15, 12, 12) | NC14 (13, 17, 15, -)        | 15e 1000 м 15e 1500 м                | 40e 1000 м 23e 1500 м                           |                       |                                                      |
| 2004      | 16e (7, 14, 26, 14)  |                             |                                      | 46e 500 м 40e 1000 м 23e 1500 м 44e 3000/5000 м |                       |                                                      |
| 2005-2007 |                      |                             |                                      |                                                 |                       |                                                      |
| 2008      |                      |                             |                                      | 44e 1000 м 29e 1500 м 49 3000/5000 м            |                       |                                                      |
| 2009      |                      |                             |                                      | 39e 1000 м                                      |                       |                                                      |
| 2010      |                      |                             |                                      | 39e 3000/5000 м                                 |                       |                                                      |
| 2011      | 12e (4, 18, 8, 11)   |                             | 21e 1500 м                           | 44e 500 м 28e 1000 м 19e 1500 м                 |                       |                                                      |
| 2012      | 6e · (, 10, , 10)    | 15e (5е, 23е, 12е, —)       |                                      |                                                 |                       |                                                      |
| 2013      |                      |                             | 7e 1500 м 5e командная гонка         |                                                 |                       |                                                      |
| 2014      | 5e · (, 7, , 8)      | 4e · (, 6е, , 6е)           |                                      | 4e 1500 м                                       |                       | 16e 1000 м · 5e 1500 м · 8e 3000 м · командная гонка |
| 2015      | 8e · (, 7, 7, 8)     |                             | командная гонка                      |                                                 |                       |                                                      |
| 2016      |                      | NC10 (6, 13, 7, -)          |                                      | 35e 1500 м 32e 3000/5000 м                      |                       |                                                      |

* NC — не отобралась на заключительную дистанцию
* В скобках указано место на соответствующей дистанции (500 м, 3000 м, 1500 м, 5000 м), для юниоров (500 м, 1500 м, 1000 м, 3000 м).